# 振動型ジャイロスコープ
振動型ジャイロスコープ（しんどうがたジャイロスコープ、英: vibrating structure gyroscope : VSG、振動ジャイロ）は、振動により角速度を検出するジャイロスコープ。振動する物体が回転している場合、その回転軸に垂直な平面上で振動に対して垂直な力が発生することが物理的な基本原理となっている。振動子が回転している時に生じるコリオリの力を利用するため、工学文献ではコリオリ振動ジャイロ (coriolis vibratory gyro : CVG) とも呼ばれる。
振動型ジャイロスコープは、従来の回転型ジャイロスコープに比べ、同程度の精度をより単純に、より安価に実現可能である。この原理を使って小型化されたデバイスとして、比較的安価なタイプの姿勢指示器がある。
なお、昆虫の平均棍も振動により角速度を検出していると考えられている。

## 動作原理

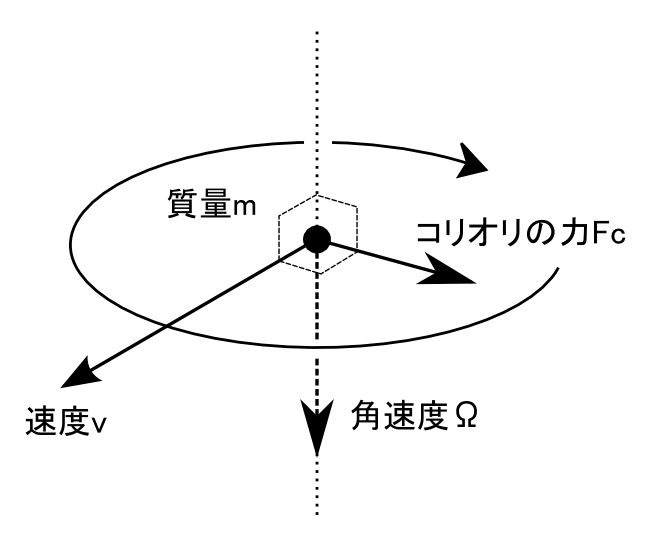
コリオリの力

### コリオリの力
角速度{\displaystyle {\boldsymbol {\Omega }}}で回転する基準系から、速度{\displaystyle {\boldsymbol {v}}}で動作する質量{\displaystyle m}の物体を観測するとき、
{\displaystyle \mathbf {F} _{C}=-2m\,{\boldsymbol {\Omega }}\times \mathbf {v} }
で表わされるコリオリの力がみかけ上はたらく。この時、コリオリの力{\displaystyle {\boldsymbol {F}}_{C}}は角速度ベクトル{\displaystyle {\boldsymbol {\Omega }}}と反対方向にはたらき、反時計回りの場合は進行方向から90度右向きとなる。

### プルーフマスの動作

プルーフマス上での動作

平面上で周波数{\displaystyle \scriptstyle \omega _{r}}で振動する2つのプルーフマス（proof mass、試験質量）について考える。
角速度 {\displaystyle \scriptstyle \Omega } で回転する基準系からみて速度 {\displaystyle \scriptstyle v} で動作するプルーフマスには、コリオリ力 {\displaystyle \scriptstyle {\boldsymbol {F}}_{c}=-2m({\boldsymbol {v}}\times {\boldsymbol {\Omega }})} がはたらく。プルーフマス面に沿う位置座標成分が {\displaystyle x_{p}=\scriptstyle X_{ip}\sin(\omega _{r}t)} の場合、プルーフマス面に沿う速度成分は {\displaystyle {\dot {x_{p}}}=\scriptstyle X_{ip}\omega _{r}\cos(\omega _{r}t)} となる。
回転によって発生するプルーフマス面と直行する方向の位置座標 {\displaystyle \scriptstyle y_{op}} は、
{\displaystyle y_{op}={\frac {F_{c}}{k_{op}}}={\frac {2m\Omega X_{ip}\omega _{r}\cos(\omega _{r}t)}{k_{op}}}}
で与えられる。ここで、
{\displaystyle \scriptstyle m} はプルーフマスの質量
{\displaystyle \scriptstyle k_{op}} はプルーフマス面に直行する方向に定義されるバネ定数
{\displaystyle \scriptstyle \Omega } は角速度ベクトルのプルーフマス面と直行する成分の大きさ
を示す。したがって、{\displaystyle \scriptstyle m,k_{op},X_{ip},\omega _{r}}が既知ならば、プルーフマス面と直行する方向の振幅成分を計測することにより{\displaystyle \scriptstyle \Omega }を知ることができる。

### ビーム型やシェル型構造の場合
ビーム（beam、梁）やシェル（shell、殻）のような線対称性をもつ薄型構造の応用例では、コリオリの力は回転軸に関する振動パターンの歳差運動を発生する。このようなシェルに関しては、入力の軸（回転軸）とは異なる軸で発生する角速度の軸にある定在波より遅い歳差を引き起こす。これは、1890年にイギリスの科学者ジョージ・ハートレイ・ブライアン (1864-1928)によって発見されたいわゆる「波の慣性効果」である。

## 実装方法

### 製造方法

#### MEMSジャイロスコープ
多くの振動型ジャイロスコープはMEMS技術で製造されるようになり、均一の性能と品質が安価で実現し広く利用可能になった。（2010年4月現在、大量購入時の価格は、3軸ジャイロが1サンプルあたり約3ドル以下、1軸ジャイロは1ドル台である。）これらは、他の集積回路と同時にパッケージされ、アナログ出力あるいはデジタル出力を提供する。多くの場合、一つのデバイス内部に複数の軸のジャイロセンサを含み、いくつかのデバイスはジャイロスコープと加速度計の両方を1パッケージ化し完全な6自由度の出力を有する。基本的に、MEMSジャイロスコープとはフォトリソグラフィ技術を使用して構成された後述のような音叉型、振動ホイール型など様々な形状の振動子を持った角速度センサのことを指す。

### 構造の種類
振動部分の構造は以下のようなものがある。
- 音叉型
- 音片 (横振動細棒、ビーム) 型
- リング型
- プレート型

#### 音叉型ジャイロスコープ
音叉型ジャイロスコープは、共振して動作する1組の試験質量（音叉）を振動させ、その振動面からのずれを検出し角速度信号を作り出す。
F.W.Meredithは、音叉型ジャイロの特許をロイヤル・エアクラフト・エスタブリッシュメント (RAE) で働いている間の1942年に登録した。その後、RAEのG.H.HuntとA.E.W.Hobbsによって1950年代後半まで開発が続けられ、Hobbsは 1 °/h（3.6×10-4 °/s）以下のドリフトをデモした。
近代の戦闘機用ジャイロは、サフラングループ(フランス)のSAGEM Defence Securite製などの二音叉型を使用している。6脚構造をとることにより、ファイバオプティックジャイロに匹敵する性能を出すことができる。

#### 音片（ビーム）型
円柱、四角柱あるいは三角柱を振動させ、コリオリの力を検出する。

#### ワイングラス型共振器 (wine glass resonator)
半球型共振ジャイロ（Hemispherical Resonator Gyro：HRG）とも呼ばれるワイングラス型共振器は、半球型に回転するよう駆動され、その節点で回転を測定する。ジョージ・ハートレイ・ブライアンが基本的な物理現象を発見してから約1世紀後に、デヴィッドD.リンチ博士らがGMグループのデルコ・エレクトロニクス社やリットン社・ノースロップグラマン社（米国カリフォルニア州）の宇宙船打ち上げ部門にHRGを開発し、特許を取得した。ワイングラス型には2種類のシステム構成方法がある。1種はレート制御に基づいたもの、もう1種は積分制御に基づいたものであり、通常は制御パラメータによる励振と組み合わせて構成される。同一のハードウエア上でこれら両方の手法を使うことが可能であり、この種のジャイロの特有の特徴となっている。

#### 振動ホイール型ジャイロスコープ (Vibrating wheel gyroscope)
ホイールが軸の周りで完全に回転させ、ホイールの傾斜を測定することによって角速度に関する信号を作り出す。

### 駆動方式
振動部分を励振させる方式は次のように分類できる。
- 静電引力
- 逆圧電効果
- 電磁力

#### 静電力によるアクチュエータ

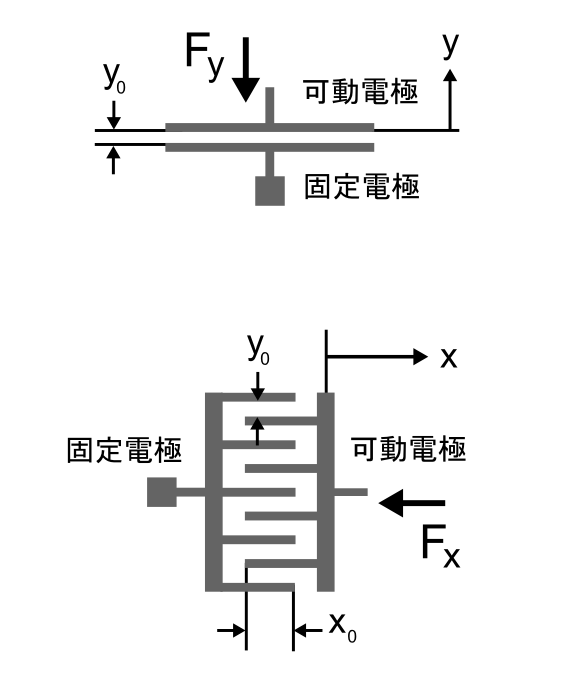
平行平板の電極に発生する力

平行平板間に電圧を印加すると静電引力が生じる現象を利用して可動部を振動させることができる。
2枚の平行な電極面の距離がy軸方向で可変な場合、電圧{\displaystyle V}によって発生するy軸方向の力{\displaystyle F_{y}}は、
{\displaystyle F_{y}={\frac {1}{2}}{\frac {\partial C}{\partial y}}V^{2}=-{\frac {1}{2}}{\frac {\varepsilon _{0}z_{0}x_{0}}{(y_{0}+y)^{2}}}V^{2}}
となり、電極間の距離{\displaystyle y_{0}+y}の二乗に反比例する。
2枚の平行な電極面の距離は一定で、電極が横（x軸方向）に移動することによって電極の面積が可変となる場合、電圧{\displaystyle V}によって発生するx軸方向の力{\displaystyle F_{x}}は、
{\displaystyle F_{x}={\frac {1}{2}}{\frac {\partial C}{\partial x}}V^{2}={\frac {1}{2}}{\frac {\partial (x_{0}-x)}{\partial x}}{\frac {\varepsilon _{0}z_{0}}{y_{0}}}V^{2}=-{\frac {1}{2}}{\frac {\varepsilon _{0}z_{0}}{y_{0}}}V^{2}}
となり、{\displaystyle x}に依存しない。

#### 逆圧電効果によるアクチュエータ
水晶やPZT（チタン酸ジルコン酸鉛）といった圧電素子に電圧を印加して振動させる場合、逆圧電効果によって生じる変形量は最大0.1%程度と小さいため、金属板と圧電材料板を重ねたユニモルフ構造、あるいは圧電材料板を組み合わせたバイモルフ構造をとり、「反り」を利用して変位を拡大させる。

### 検出方式
角速度の検出方式は以下のように分類できる。
- 静電容量型 - 櫛型に並べられた電極間の静電容量を検出する
- 圧電型 - 圧電効果 (piezoelectric effect) によって発生した電荷を検出する
- ピエゾ型 - ピエゾ抵抗効果による抵抗の変化を検知する
- 電磁型 - 磁束を横切る回路に発生する誘起起電力によって検出する
- 光学式

#### 静電容量変化の検出
2枚の平行な電極面の距離が{\displaystyle y}だけ移動する（ただし移動距離{\displaystyle y}は初期の電極間距離{\displaystyle d}より十分小さい）場合、変化する静電容量{\displaystyle \Delta C}は、
{\displaystyle \Delta C=\varepsilon _{0}{\frac {tL}{d-y}}-\varepsilon _{0}{\frac {tL}{d}}\approx \varepsilon _{0}{\frac {tL}{d^{2}}}y}
となる。
2枚の平行な電極面の距離{\displaystyle d}は一定で、電極が横に{\displaystyle x}だけ移動する場合、変化する静電容量{\displaystyle \Delta C}は、
{\displaystyle \Delta C=\varepsilon _{0}{\frac {t(L+x)}{d}}-\varepsilon _{0}{\frac {tL}{d}}=\varepsilon _{0}{\frac {t}{d}}x}
となる。
これらの静電容量の変化は、電極間に{\displaystyle V_{DC}}の電圧が印加することによって、
{\displaystyle i_{s}={\frac {d}{dt}}[V_{DC}C_{sense}(t)]=V_{DC}{\frac {\partial C_{sense}}{\partial x}}{\dot {x}}}
として電流に変換できる。

#### 圧電型ジャイロスコープ
圧電性の物質は振動を発生させることができ、さらに、コリオリの力によって発生した横移動を測定し角速度を示す信号を生成可能である。

## 性能の評価
性能評価方法についてはIEEE Std 1431-2004に概要があり、重要な仕様や定義についてはIEEE Std 528-2001に記載されている。

### 検出範囲
飽和せずに検出できる角速度の範囲を °/s（＝dps）あるいは rad/s で示す。センサが破損しない最大の角速度を表すためにも重要な指標となる。角速度センサの仕様としては一般的にフルスケールとして定められる。

### 感度
角速度（°/s）が何Vの出力となるかの倍率を V/(°/s), mV/(°/s) あるいは (°/s)/Vで示す。デジタルで角速度情報が出力される場合は、 LSB/(°/s) あるい (°/s)/LSB はとなる。
感度の性能評価としては、非線形性誤差、非対称性誤差、繰り返し誤差、安定性、ヒステリシスなどがある。周囲環境からの感受性としては、温度特性や加速度による感度の変化などがある。

### ドリフトとノイズ
バイアス（ゼロ点ともいう）は、積分して角度を算出する場合（積分ジャイロ）に重要となる。バイアスの変化（＝ドリフト）は、評価条件などの変化によって角速度が無入力の状態で出力がどれだけ変化したかを測定し、 °/s あるいは °/h で示す。
ランダムドリフトはアランバリアンス（センサ出力の時間積分値を積分時間で割った値）を測定することによって求められる。1秒の時点からアングルランダムウォーク（Angle Random Walk＝ホワイトノイズ）が得られ、極小値からバイアス安定性（Bias Instability＝1/fゆらぎ）が求まる。
市販されているジャイロセンサのノイズの仕様は、角速度ノイズ密度 (Rate Noise Density) で示され、単位は °/s/√Hz となる。

### 周波数帯域
一般的なジャイロスコープの仕様では、検出可能な角速度の入力周波数をカットオフ周波数で示されている。

## 応用分野

### 宇宙船の姿勢制御

カッシーニ＝ホイヘンス土星探査機

カッシーニ＝ホイヘンス (Cassini-Huygens)などの宇宙船は、位置決めのために振動型ジャイロスコープ内で振動を起こし制御している。これらの石英ガラスで作られたこれらの小さい半球型振動ジャイロスコープ（Hemispherical Resonator Gyroscopes：HRG）The Hemispherical Resonator Gyro: From Wineglass to the Planetsは、真空中で作動する。高純度の単結晶サファイアで作られたシリンダ共振ジャイロスコープ（Cylindrical Resonator Gyroscopes：CRG） のプロトタイプもある。これらは宇宙船の正確な3軸の位置決めを行い、可動部がない場合は数年間高い信頼性を保つ。

### 自動車
自動車のヨー軸センサは、ほぼ振動型ジャイロスコープで構成されている。ヨー軸のエラー状態は、横滑り防止装置でハンドルの舵角センサとオドメーターから予測される車体の角速度と比べるために使用される。ロールオーバー（横転検知）システムでは別の振動型ジャイロによって転倒時の角速度を検知し、サイドエアバッグを動作させる。
カーナビゲーションシステムにも車の向きを検出するために振動型ジャイロセンサが多く用いられる。

### エンタテイメント
任天堂ゲームボーイアドバンス用のゲーム「まわるメイドインワリオ」は、回転運動を検出するのに圧電性のジャイロスコープを使用している。ソニーSIXAXIS PS3コントローラは、6番目の軸（ヨー軸）を測定するのに単一のMEMSジャイロスコープを採用している。
任天堂Wiiモーションプラスは、複数軸のMEMSジャイロスコープを使用してWiiリモコンの動作検知能力を強化する。ゲーム機では他にもニンテンドー3DSがジャイロの機能があり、iPhone 4やNexus Sといったスマートフォンもジャイロが搭載されている機種がある。

### 写真撮影

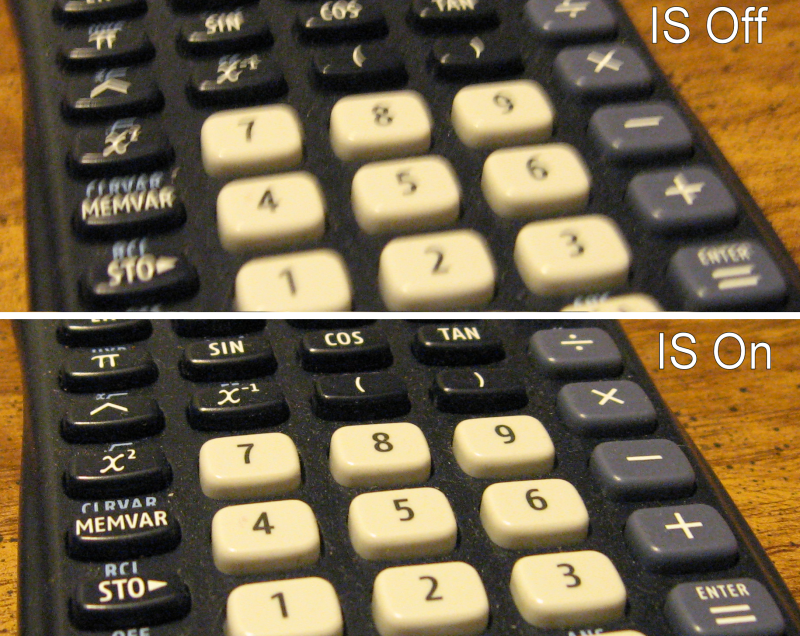
キーパッドの接近写真による手ぶれ補正機構の有無の比較

ビデオカメラやデジタルスチルカメラに搭載された多くの手ぶれ補正機構は振動型ジャイロスコープを採用している。一眼レフカメラのレンズ内に組み込まれている手ぶれ補正機構には2つの軸のジャイロセンサが用いられる。

### 趣味
振動型ジャイロスコープは、無線操縦ヘリコプターの尾部回転翼を制御するために使用されたり、ラジコン模型航空機（とりわけ円盤投げグライダー (Discus Launch Glider : DLG)）の後部や翼を離陸および飛行時に安定に保つために使用される。

### その他

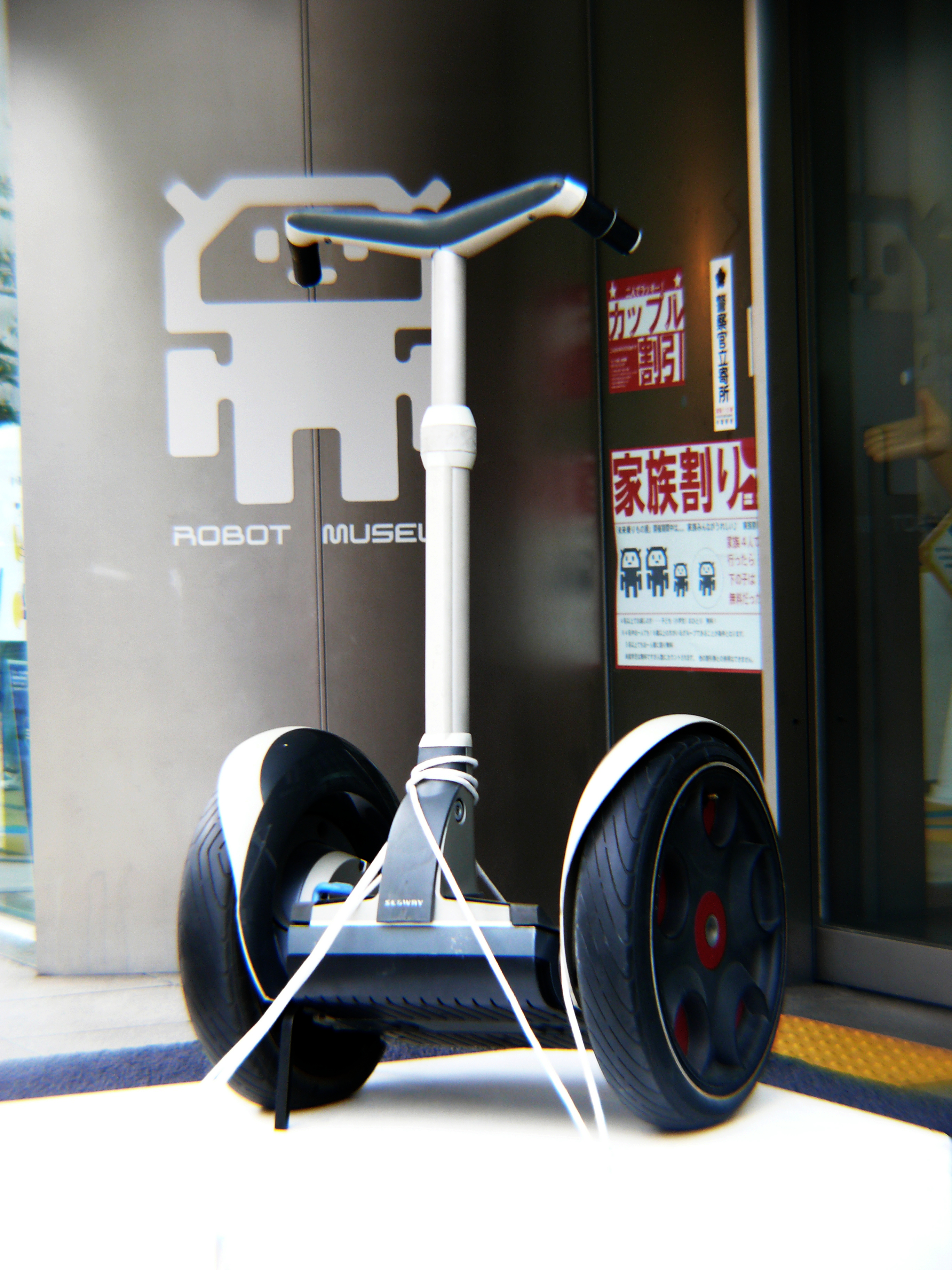
セグウェイHT

セグウェイは安定性を維持するために振動型ジャイロスコープを採用している。